# Länsstyrelsen i Västerbottens län
Länsstyrelsen i Västerbottens län är en statlig myndighet med kansli i Umeå. Länsstyrelsen ansvarar för den statliga förvaltningen i länet, och har flera olika mål gällande regional utveckling. Länsstyrelsen i Västerbottens län har cirka 240 anställda.
Länsstyrelsens chef är landshövdingen, som utses av Sveriges regering.
Länsråd sedan 2013 är Lars Lustig.

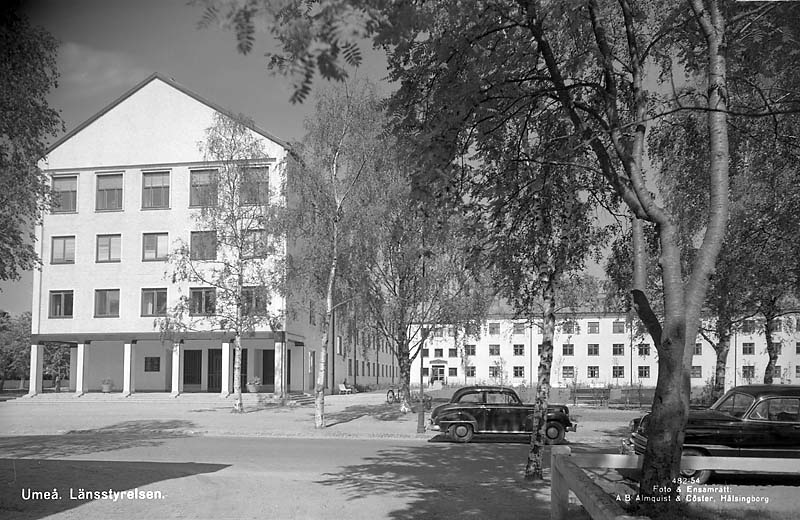
Länsstyrelsen Västerbottens huvudbyggnad vid Storgatan i Umeå, ritad av arkitekten Gösta Wiman, uppförd 1951–1954.
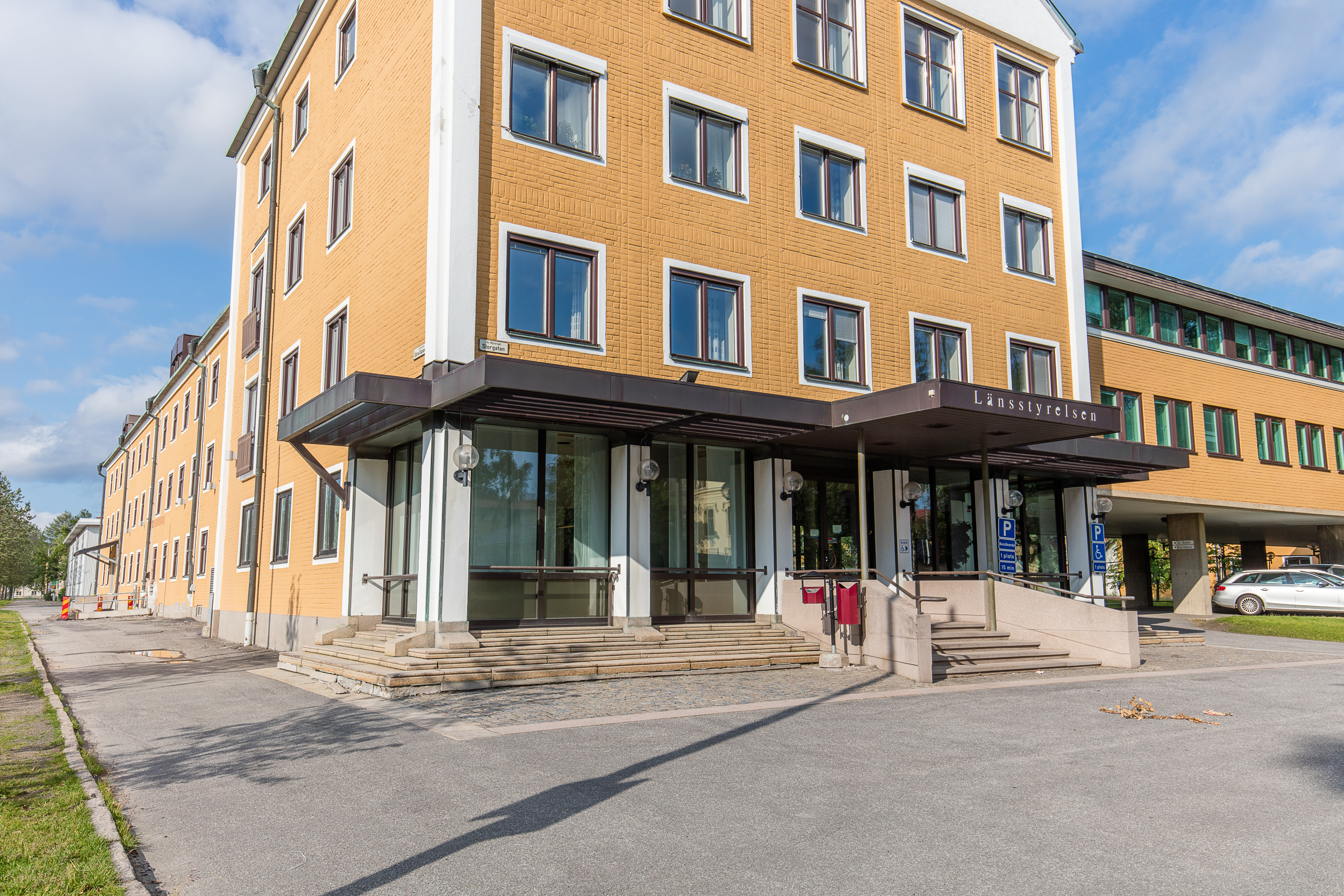
Länsstyrelsen, år 2015.